# Sphedamnocarpus vohitrotsyensis
Sphedamnocarpus vohitrotsyensis är en tvåhjärtbladig växtart som beskrevs av Arenes. Sphedamnocarpus vohitrotsyensis ingår i släktet Sphedamnocarpus och familjen Malpighiaceae. Inga underarter finns listade i Catalogue of Life.